# Harry van der Laan (Astrophysiker)

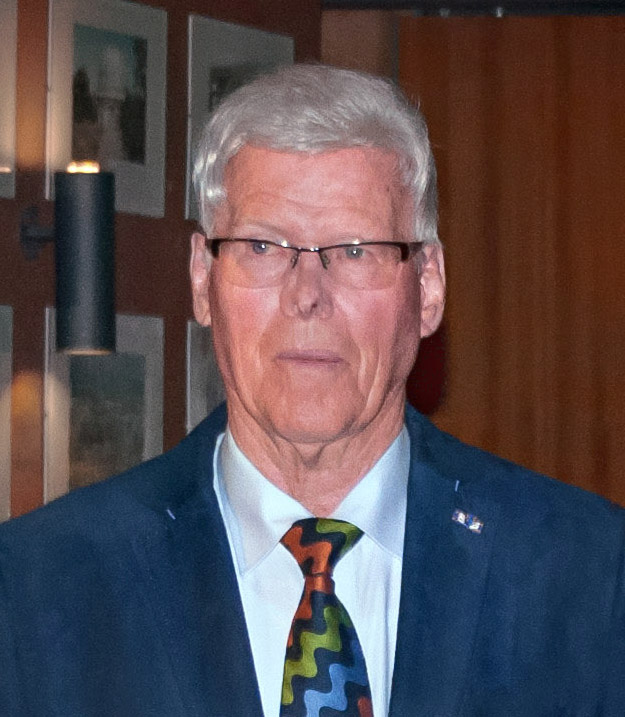
Harry van der Laan (2018)

Harry van der Laan (* 1936) ist ein niederländischer Astrophysiker und war von 1988 bis 1992 Generaldirektor der Europäischen Südsternwarte.

## Ausbildung
Seine Doktorarbeit verfasste er an der University of Cambridge im Jahr 1962 mit einer 
Dissertation in Astronomie und Astrophysik mit dem Thema Mathematics Subject Classification

## Karriere
Von 1976 bis 1986 war er an der Universität Leiden
und der Sternwarte Leiden lehrend tätig.
Von 1988 bis 1992 war Harry van der Laan Generaldirektor der ESO.
Ab 1994 war er am Astronomischen Institut der Universität Utrecht tätig und ist zurzeit auch noch immer aktives Mitglied der Internationalen Astronomischen Union. 1979 wurde er zum Mitglied der Königlich Niederländischen Akademie der Wissenschaften (KNAW) gewählt. Seit 1988 ist er ordentliches Mitglied der Academia Europaea.

## Weiteres
Der Asteroid (2823) van der Laan wurde nach ihm benannt. 